# Кристиан (Шлезвиг-Холщайн-Зондербург-Глюксбург)
Кристиан фон Шлезвиг-Холщайн-Зондербург-Глюксбург (на немски: Christian von Schleswig-Holstein-Sonderburg-Glücksburg; * 19 юни 1627, Глюксбург; † 17 ноември 1698, Глюксбург) от Дом Олденбург, е херцог на Шлезвиг-Холщайн-Зондербург-Глюксбург.

## Произход
Син е на херцог Филип фон Шлезвиг-Холщайн-Зондербург-Глюксбург (1584 – 1663) и съпругата му принцеса София Хедвига фон Саксония-Лауенбург (1601 – 1660), дъщеря на херцог Франц II фон Захсен-Лауенбург (1547 – 1619) и втората му съпруга Мария фон Брауншвайг-Волфенбютел (1566 – 1626). По баща е внук на херцог Йохан фон Шлезвиг-Холщайн-Зондербург (1545 – 1622) и първата му съпруга принцеса Елизабет фон Брауншвайг-Грубенхаген (1550 – 1586).

## Фамилия
Първи брак: 13 септември 1663 г. във Волфенбютел с принцеса Сибила Урсула фон Брауншвайг-Волфенбютел (4 февруари 1629 – 12 декември 1671), дъщеря на херцог Август II фон Брауншвайг-Волфенбютел (1579 – 1666) и принцеса Доротея фон Анхалт-Цербст (1607 – 1643), дъщеря на княз Рудолф фон Анхалт-Цербст (1576 – 1621). Те имат две деца, които умират като бебета:
- Фридрих Август (*/† 1664)
- София Амалия (*/† 1668)

Втори брак: 10 май 1672 г. с принцеса Агнес Хедвиг фон Шлезвиг-Холщайн-Зондербург-Пльон (1640 – 1698), дъщеря на херцог Йоахим Ернст I фон Шлезвиг-Холщайн-Зондербург-Пльон (1595 – 1671) и принцеса Доротея Августа фон Шлезвиг-Холщайн-Готорф, дъщеря на херцог Йохан Адолф фон Шлезвиг-Холщайн-Готорп. Те имат децата:
- Филип Ернст (1673 – 1729), херцог на Шлезвиг-Холщайн-Зондербург-Глюксбург
- София Августа (1674 – 1713)
- Шарлота Йоана (*/† 1676)
- Кристиан (1678 – 1679)
- Йоахим Адолф (1679 – 1681)
- Кристиан Август (1681 – 1714)
- Фридрих Вилхелм (1682 – 1688)

## Литераура
- Michel Huberty, L'Allemagne dynastique, Volume 7, Giraud, 1994, ISBN 2-901138-07-1, ISBN 978-2-901138-07-5
- C. R. Rasmussen, E. Imberger, D. Lohmeier, I. Mommsen: Die Fürsten des Landes – Herzöge und Grafen von Schleswig-Holstein und Lauenburg. Wachholtz Verlag, Neumünster 2008, S. 152